# Saison 2014-2015 du Metz Handball
Maillots
Chronologie
Saison 2013-2014 du Metz Handball Saison 2015-2016 du Metz Handball
Actualités
Dernière mise à jour : 4 juin 2016.
Cet article détaille la saison 2014-2015 du club de handball féminin du Metz Handball.

## Description
Pour la saison 2014-2015, Metz voit l'arrivée d'un nouvel entraîneur, Jérémy Roussel, venu du handball masculin. Double champion en titre, le club prend la décision de ne pas recruter malgré certain départ pour permettre l'éclosion de jeunes joueuses du centre de formation : Déborah Kpodar, Laura Flippes, Tamara Horacek et Déborah Dangueuger. Face à des adversaires qui se sont renforcés, le club affiche comme ambition une qualification pour les play-offs ainsi que pour le tour principal de la Ligue des Champions. 

## Transferts
| Nom | Nom                 | Poste          | Provenance/Destination | Provenance/Destination           | Durée             |
|     |                     |                | Arrivées               |                                  |                   |
|     | Jérémy Roussel      | entraîneur     |                        | Pays d'Aix UCH                   | 2 ans             |
|     | Hawa N'Diaye        | pivot          |                        | Le Havre AC                      |                   |
|     |                     |                | Départs                |                                  |                   |
|     | Barbora Ranikova    | gardienne      |                        | AS Cannes                        | -                 |
|     | Marie Prudhomme     | arrière gauche |                        | Nantes Loire Atlantique Handball | -                 |
|     | Svetlana Ognjenović | ailière gauche | arrêt (maternité)      | arrêt (maternité)                | arrêt (maternité) |
|     | Aramata Dembélé     | ailière gauche |                        | Stella Sports Saint-Maur         | -                 |
|     | Sandor Rac          | entraîneur     |                        | Le Havre AC                      | -                 |
|     |                     |                | Prolongations          |                                  |                   |

## Effectif
Note : Est indiqué comme étant en sélection nationale toute joueuse ayant participé à au moins un match avec une équipe nationale lors de la saison 2014-2015.

## Parcours en championnat de D1

### Saison régulière
| Journée | Date       | Club recevant                    | Score   | Club visiteur                    | Classement (sur 10) | Points | Rapport          |
| --- | ---------- | -------------------------------- | ------- | -------------------------------- | ------------------- | ------ | ---------------- |
| MATCHS ALLER |            |                                  |         |                                  |                     |        |                  |
| J1 | 05.09.2014 | Metz Handball                    | 36 – 27 | Issy Paris Hand                  | 2e                  | 3      | Feuille de match |
| J2 | 13.09.2014 | HBC Nîmes                        | 24 – 18 | Metz Handball                    | 4e                  | 4      | Feuille de match |
| J3 | 20.09.2014 | Union Mios Biganos-Bègles        | 25 – 43 | Metz Handball                    | 4e                  | 7      | Feuille de match |
| J4 | 27.09.2014 | Metz Handball                    | 30 – 24 | Toulon Saint-Cyr HB              | 3e                  | 10     | Feuille de match |
| J5 | 26.09.2014 | OGC Nice Handball                | 24 – 27 | Metz Handball                    | 3e                  | 13     | Feuille de match |
| J6 | 15.10.2014 | Metz Handball                    | 26 – 25 | Nantes Loire Atlantique Handball | 2e                  | 16     | Feuille de match |
| J7 | 22.10.2014 | Cercle Dijon Bourgogne           | 25 – 24 | Metz Handball                    | 4e                  | 17     | Feuille de match |
| J8 | 29.10.2014 | Metz Handball                    | 37 – 32 | Le Havre AC                      | 2e                  | 20     | Feuille de match |
| J9 | 05.11.2014 | CJF Fleury Loiret Handball       | 22 – 26 | Metz Handball                    | 2e                  | 23     | Feuille de match |
| MATCHS RETOUR |            |                                  |         |                                  |                     |        |                  |
| J10 | 12.11.2014 | Issy Paris Hand                  | 28 – 24 | Metz Handball                    | 3e                  | 24     | Feuille de match |
| J11 | 18.01.2015 | Metz Handball                    | 31 – 32 | HBC Nîmes                        | 3e                  | 25     | Feuille de match |
| J12 | 25.01.2015 | Metz Handball                    | 32 – 27 | Union Mios Biganos-Bègles        | 3e                  | 28     | Feuille de match |
| J13 | 07.01.2015 | Toulon Saint-Cyr HB              | 26 – 26 | Metz Handball                    | 4e                  | 30     | Feuille de match |
| J14 | 14.01.2015 | Metz Handball                    | 23 – 23 | OGC Nice Handball                | 3e                  | 32     | Feuille de match |
| J15 | 11.02.2015 | Nantes Loire Atlantique Handball | 25 – 26 | Metz Handball                    | 3e                  | 35     | Feuille de match |
| J16 | 04.03.2015 | Metz Handball                    | 31 – 25 | Cercle Dijon Bourgogne           | 3e                  | 38     | Feuille de match |
| J17 | 29.03.2015 | Le Havre AC                      | 22 – 28 | Metz Handball                    | 3e                  | 41     | Feuille de match |
| J18 | 01.04.2015 | Metz Handball                    | 46 – 15 | CJF Fleury Loiret Handball       | 3e                  | 44     | Feuille de match |
| Metz Handball termine 3e de la saison régulière. Le club se qualifie pour les quarts de finale du championnat (playoffs). |            |                                  |         |                                  |                     |        |                  |
| Légende: Victoire Nul Défaite Score du club                                                                               |            |                                  |         |                                  |                     |        |                  |

### Phase finale
| Compétition                           | Tours      | Opposants  | Allers | Allers     | Retours | Retours | Totaux | Rapports |
| Phase finale du championnat de France |            |            |        |            |         |         |        |          |
| Quart-de-finale                       | OGC Nice   | 30.04.2015 | 19-21  | 10.05.2015 | 28-29   | 49-48   |        |          |
| Demi-finale                           | Issy Paris | 13.05.2015 | 33-27  | 20.05.2015 | 21-27   | 54-54   |        |          |
| Match pour la 3e place                | HBC Nîmes  | 26.05.2015 | 25-33  | 31.05.2015 | 28-31   | 61-56   |        |          |

### Statistiques individuelles
| Rang | Joueuse                | Buts | Tirs | %  | MJ | Moy. |
| ---- | ---------------------- | ---- | ---- | -- | -- | ---- |
| 1    | Ana Gros               | 126  | 234  | 54 | 24 | 5,3  |
| 2    | Paule Baudouin         | 108  | 156  | 69 | 24 | 4,5  |
| 3    | Grâce Zaadi            | 71   | 127  | 56 | 18 | 3,9  |
| 4    | Jurswailly Luciano     | 58   | 81   | 72 | 22 | 2,6  |
| 5    | Nina Kanto             | 57   | 75   | 76 | 22 | 2,6  |
| 6    | Yvette Broch           | 56   | 74   | 76 | 22 | 2,6  |
| 7    | Kristina Liščević      | 45   | 85   | 53 | 24 | 1,9  |
| 8    | Sonja Bašić            | 42   | 84   | 50 | 14 | 3,0  |
| 9    | Laura Flippes          | 37   | 75   | 49 | 23 | 1,6  |
| 10   | Lara González Ortega   | 33   | 62   | 53 | 19 | 1,7  |
| 11   | Déborah Kpodar         | 23   | 49   | 47 | 23 | 1,0  |
| 12   | Ekaterina Andriouchina | 14   | 22   | 64 | 17 | 0,8  |
| 13   | Claudine Mendy         | 14   | 33   | 42 | 20 | 0,7  |
| 14   | Tamara Horacek         | 9    | 17   | 53 | 7  | 1,3  |
| 15   | Hawa N'Diaye           | 2    | 3    | 67 | 7  | 0,3  |
| 16   | Chloé Bulleux          | 2    | 5    | 40 | 2  | 1,0  |
| 17   | Lindsey Burlet         | 1    | 2    | 50 | 6  | 0,2  |

| Position | Nom              | %    | Arrêts | Tirs | MJ | Moy. |
| -------- | ---------------- | ---- | ------ | ---- | -- | ---- |
| 1        | Laura Glauser    | 33,8 | 163    | 482  | 23 | 7,1  |
| 2        | Gervaise Pierson | 35,8 | 147    | 410  | 22 | 6,7  |

## Parcours européen
Champion de France en titre, Metz Handball est directement qualifié pour la phase de groupe de la Ligue des champions de handball féminin 2014-2015. Le tirage au sort lui attribue comme adversaires Larvik, champion de Norvège, Baia Mare, champion de Roumanie, et Lublin, champion de Pologne.
Grâce notamment à sa double victoire face au HCM Baia Mare, Metz accède au tour principal de la compétition. Malgré quatre défaites consécutives dans ce tour, Metz l'emporte à l'extérieur à Sävehof pour son cinquième match et peut encore espérer accéder aux quarts lors de la 6e et dernière journée. Mais la défaite à domicile face à Győr et la victoire de Baia Mare à Viborg éliminent les messines aux portes du top 8.
| Journée | Date       | Club recevant | Score   | Club visiteur | Points | Rapport |
| --- | ---------- | ------------- | ------- | ------------- | ------ | ------- |
| PHASE DE GROUPES |            |               |         |               |        |         |
| J1 | 18.10.2014 | Larvik HK     | 24 – 18 | Metz Handball | 0      |         |
| J2 | 24.10.2014 | Metz Handball | 34 – 24 | HCM Baia Mare | 2      |         |
| J3 | 02.11.2014 | MKS Lublin    | 35 – 31 | Metz Handball | 2      |         |
| J4 | 09.11.2014 | Metz Handball | 30 – 30 | MKS Lublin    | 3      |         |
| J5 | 15.11.2014 | Metz Handball | 25 – 26 | Larvik HK     | 3      |         |
| J6 | 22.11.2014 | HCM Baia Mare | 23 – 24 | Metz Handball | 5      |         |
| 2e du groupe D à l'issue de la phase de groupes, Metz Handball se qualifie pour le tour principal de la compétition. |            |               |         |               |        |         |
| TOUR PRINCIPAL |            |               |         |               |        |         |
| J7 | 02.02.2015 | Viborg HK     | 27 – 26 | Metz Handball | 4      |         |
| J8 | 06.02.2015 | Metz Handball | 22 – 25 | IK Sävehof    | 4      |         |
| J9 | 14.02.2015 | Győri ETO KC  | 31 – 27 | Metz Handball | 4      |         |
| J10 | 01.03.2015 | Metz Handball | 23 – 24 | Viborg HK     | 4      |         |
| J11 | 08.03.2015 | IK Sävehof    | 21 – 23 | Metz Handball | 6      |         |
| J12 | 15.03.2015 | Metz Handball | 20 – 27 | Győri ETO KC  | 6      |         |
| Metz Handball termine 5e de son groupe du tour principal. Le club est éliminé de la compétition.                     |            |               |         |               |        |         |
| Légende: Victoire Nul Défaite Score du club                                                                          |            |               |         |               |        |         |

| Rang | Joueuse                | Buts | MJ | Moy. |
| ---- | ---------------------- | ---- | -- | ---- |
| 1    | Ana Gros               | 73   | 12 | 6,1  |
| 2    | Paule Baudouin         | 49   | 12 | 4,1  |
| 3    | Nina Kanto             | 30   | 12 | 2,5  |
| 4    | Jurswailly Luciano     | 29   | 12 | 2,4  |
| 5    | Grâce Zaadi            | 27   | 9  | 3,0  |
| 6    | Kristina Liščević      | 20   | 11 | 1,8  |
| 6    | Ekaterina Andriouchina | 17   | 11 | 1,5  |
| 6    | Claudine Mendy         | 17   | 12 | 1,4  |
| 8    | Yvette Broch           | 16   | 9  | 1,8  |
| 9    | Lara González Ortega   | 11   | 12 | 0,9  |
| 10   | Laura Flippes          | 10   | 11 | 0,9  |
| 12   | Olivera Vukčević       | 3    | 6  | 0,5  |
| 13   | Tamara Horacek         | 2    | 2  | 1,0  |
| 14   | Lindsey Burlet         | 1    | 7  | 0,1  |

## Coupe de France
| Tours                                                                   | Lieu                                  | Date       | Opposants   | Score           | Rapports |
| 8e de finale                                                            | Palais des sports, Besançon           | 09.01.2015 | ES Besançon | 23-34           |          |
| Quart de finale                                                         | Palais des sports de Beaulieu, Nantes | 28.01.2015 | Nantes LAH  | 23-29           |          |
| Demi-finale                                                             | Docks Océane, Le Havre                | 25.03.2015 | Le Havre AC | 20-27           |          |
| Finale                                                                  | Stade Pierre-de-Coubertin, Paris      | 26.04.2015 | HBC Nîmes   | 24-24 (2 tab 4) |          |
| Metz Handball est remporte la finale aux tirs au but face au HBC Nîmes. |                                       |            |             |                 |          |

| Rang | Joueuse                | Buts | MJ | Moy. |
| ---- | ---------------------- | ---- | -- | ---- |
| 1    | Ana Gros               | 26   | 4  | 6,5  |
| 2    | Sonja Bašić            | 18   | 4  | 4,5  |
| 3    | Paule Baudouin         | 14   | 4  | 3,5  |
| 4    | Jurswailly Luciano     | 12   | 4  | 3,0  |
| 5    | Yvette Broch           | 9    | 4  | 2,3  |
| 6    | Lara González Ortega   | 8    | 4  | 2,0  |
| 6    | Laura Flippes          | 8    | 4  | 2,0  |
| 8    | Kristina Liščević      | 6    | 3  | 2,0  |
| 8    | Nina Kanto             | 6    | 3  | 2,0  |
| 10   | Déborah Kpodar         | 3    | 2  | 1,5  |
| 10   | Ekaterina Andriouchina | 3    | 2  | 1,5  |
| 10   | Claudine Mendy         | 3    | 3  | 1,0  |
| 13   | Hawa N'Diaye           | 1    | 1  | 1,0  |
| 13   | Grâce Zaadi            | 1    | 2  | 0,5  |
| 13   | Olivera Vukčević       | 1    | 3  | 0,3  |
| 15   | Lindsey Burlet         | 0    | 1  | 0,0  |

## Coupe de la Ligue
La phase finale est organisée par la ligue d'Auvergne. Après avoir écarté Le Havre (29-27) en quart, Metz Handball, tenant du titre, retrouve Fleury en demi-finale. Au cours d'un match à sens unique, Metz s'incline logiquement et Fleury rejoint Mios-Biganos en finale. 
| Tours                                                                | Lieu                                        | Date                    | Opposants               | Score                   | Rapports                |
| 8e de finale                                                         | exempté du premier tour                     | exempté du premier tour | exempté du premier tour | exempté du premier tour | exempté du premier tour |
| Quart de finale                                                      | Gymnase Raymond Boisset, Cournon-d'Auvergne | 19.02.2015              | Le Havre                | 29-27                   | Rapport                 |
| Demi-finale                                                          | Maison des Sports, Clermont-Ferrand         | 20.02.2015              | Fleury Loiret Handball  | 24-31                   | Rapport                 |
| Metz Handball est éliminé en demi-finale par Fleury Loiret Handball. |                                             |                         |                         |                         |                         |

| Rang | Joueuse              | Buts | MJ | Moy. |
| ---- | -------------------- | ---- | -- | ---- |
| 1    | Ana Gros             | 15   | 2  | 7,5  |
| 2    | Nina Kanto           | 7    | 2  | 3,5  |
| 3    | Sonja Bašić          | 6    | 2  | 3,0  |
| 3    | Jurswailly Luciano   | 6    | 2  | 3,0  |
| 5    | Lara González Ortega | 5    | 2  | 2,5  |
| 5    | Olivera Vukčević     | 5    | 2  | 2,5  |
| 7    | Kristina Liščević    | 4    | 2  | 2,0  |
| 7    | Déborah Kpodar       | 4    | 2  | 2,0  |
| 9    | Claudine Mendy       | 1    | 2  | 0,5  |
| 10   | Hawa N'Diaye         | 0    | 2  | 0,0  |
| 10   | Lindsey Burlet       | 0    | 2  | 0,0  |
| 10   | Paule Baudouin       | 0    | 1  | 0,0  |